# Italo Dell’Oro
Italo Dell’Oro CRS (ur. 20 czerwca 1953 w Malgrate) – włoski duchowny katolicki, biskup pomocniczy Galveston-Houston od 2021.

## Życiorys

### Prezbiterat
Święcenia kapłańskie przyjął 11 września 1982 w zgromadzeniu Ojców Somaskich. Po święceniach i studiach w Rzymie został wysłany do Stanów Zjednoczonych i objął posadę nauczyciela w zakonnej szkole w New Hampshire. W 1992 został proboszczem parafii Wniebowzięcia NMP w Houston. Pomagał także miejscowej archidiecezji jako m.in. kierownik działu ds. posługi kapłańskiej (2005–2012), wikariusz biskupi ds. duchowieństwa (2015–2021) oraz jako wikariusz generalny (2021). W zgromadzeniu pełnił funkcje dyrektora wydziałów ds. powołań (2001–2014) oraz ds. formacji (2014–2021).

### Episkopat
18 maja 2021 papież Franciszek mianował go biskupem pomocniczym Galveston-Houston ze stolicą tytularną Sucarda. Sakry udzielił mu 2 lipca 2021 kardynał Daniel DiNardo.